# Стандиш (Мэн)
Стандиш (англ. Standish) — небольшой город (таун) в округе Камберленд, штат Мэн, США. Согласно данным переписи населения США 2010 года, население города составляет 9874 человека.

## История
До прихода европейцев территория округа была населена представителями индейского племени абенаков. Поселение, из которого позднее вырос город, было основано в 1750 году двумя британскими офицерами: капитаном Мозесом Пирсоном и капитаном Хамфри Хоббсом.

Город получил самоуправление 30 ноября 1785 года под своим современным названием, связанным с именем Майлза Стандиша (1584—1656), военного деятеля Плимутской колонии. В 80-х годах XIX века в городе имелось значительное количество мельниц, а также фабрики по производству пиломатериалов, колясок, льда, штукатурки, упаковочной тары и других видов продукции.

## География
Город находится в юго-западной части штата, на южном берегу озера Себейго, к востоку от реки Сако, к западу от реки Презампскот, на расстоянии приблизительно 85 километров к юго-западу от Огасты, административного центра штата. Абсолютная высота — 112 метров над уровнем моря.

Согласно данным бюро переписи населения США, площадь территории города составляет 208,73 км², из которых, 152,89 км² приходится на сушу и 55,84 км² (то есть 26,8 %) на водную поверхность.

Климат Стандиша влажный континентальный (Dfb в классификации климатов Кёппена), с морозной, снежной зимой и теплым летом.

## Демография
По данным переписи населения 2010 года в Стандише проживало 9874 человека (4858 мужчин и 5016 женщин), 2572 семьи, насчитывалось 3518 домашних хозяйств и 4425 единиц жилого фонда. Средняя плотность населения составляла около 64,6 человека на один квадратный километр.

Расовый состав города по данным переписи распределился следующим образом: 97,31 % — белые, 0,47 % — афроамериканцы, 0,34 % — коренные жители США, 0,47 % — азиаты, 0,02 % — жители Гавайев или Океании, 0,19 % — представители других рас, 1,21 % — две и более расы. Число испаноязычных жителей любых рас составило 0,8 %.

Из 3518 домашних хозяйств в 33,7 % — воспитывали детей в возрасте до 18 лет, 58,7 % представляли собой совместно проживающие супружеские пары, в 9,7 % семей женщины проживали без мужей, в 4,6 % семей мужчины проживали без жён, 26,9 % не имели семьи. 19,3 % от общего числа семей на момент переписи жили самостоятельно, при этом 5,9 % составили одинокие пожилые люди в возрасте 65 лет и старше. Средний размер домашнего хозяйства составил 2,6 человека, а средний размер семьи — 2,95 человека.

Население города по возрастному диапазону по данным переписи 2010 года распределилось следующим образом: 21,7 % — жители младше 18 лет, 13,6 % — между 18 и 24 годами, 24,1 % — от 25 до 44 лет, 30,4 % — от 45 до 64 лет и 10,2 % — в возрасте 65 лет и старше. Средний возраст жителей составил 38,8 года.